# Frederic Marcet i Vidal
Frederic Marcet i Vidal   (Barcelona, 1827 - Barcelona, 26 de gener de 1898) fou un empresari i polític català.

## Biografia
Posseïa una peixateria i immobiliàries. Fou directiu de l'empresa de ferrocarril Camins de Ferro de Barcelona a França per Figueres, que la presidirà de 1875 a 1886 la successora Companyia dels Ferrocarrils de Tarragona a Barcelona i França.
Fou també soci protector del Foment del Treball Nacional i fou condecorat amb la Gran Creu d'Isabel la Catòlica i la Legió d'Honor. Políticament, milità al Partit Liberal Conservador, amb el que fou membre de la Diputació de Barcelona de 1875 a 1880, nomenat també vicepresident. A les eleccions generals espanyoles de 1881 participà en la tupinada que deixà sense escó Manuel Duran i Bas i fou elegit diputat per Barcelona, escó que repetiria a les eleccions generals espanyoles de 1886. En les seves intervencions defensà la construcció de línies de ferrocarril a Barcelona. També fou senador per la província de Barcelona el 1893-1895.
El 1893 es va completar la construcció de la seva residència, que Marcet va encarregar a l'arquitecte Tiberi Sabater, a la cantonada del Passeig de Gracia i la Gran Via de Barcelona.
Casat amb Dolors Planàs i Armet (†1902), va morir el 26 de gener de 1898 a l'edat de 72 anys.